# Barbara-linjen
Under 2. verdenskrig, var Barbara-linjen en række af tyske militær forsvar i Italien, omkring 15 til 30 km syd for Gustav-linjen, og en ligende afstand nord for Volturno-linjen. Tæt ved den østlige kyst, gik den langs Trigno-floden. Linjen bestod mest af forsvarede bjergtoppe. 

## Gennembrud på vestsiden (den amerikanske5th Armysfront)
General Albert Kesselring, leder af de tyske styrker i Italien, beordrede hans tropper til at trække sig tilbage til Barbara-linjen den 12. oktober 1943 efter at 5th Army krydsede Volturno-floden og dermed brudt Volturno forsvarslinjen. 
I starten af november, blev Barbara-linjen på det Tyrrhenske hav side af Apenninerne-bjergene brudt af den amerikanske 5th Army, og tyskerne trak sig tilbage til Bernhardt-linjen.

## Gennembrud på østsiden (den britiske8th Armysfront)
På Adriaterhavsfronten brød den britiske 8th Army Volturno-linjens forsvar den 6. oktober. Men de havde en pause ved Trigno for at omgruppere og reorganisere deres logistik ad de dårlige veje der gik tilbage til Bari og Taranto. Vejene var henholdsvis 200 og 280 km. 
Det var derfor først indtil de tidlige timer af 2. november at V Corps på højre side af fronten ved kysten og det britiske XIII Corps på venstre side, angreb over Trigno-floden. På V Corps front, angreb den britiske 78th Infantry Division langs kystvejen imens den indiske 8th Infantry Division angreb 15 km inde i landet. Kampene var hårde men den 3. november nåede 78th Division San Salvo, omkring 5 km bagved Trigno. Generalmajor Rudolf Sieckenius, leder af den tyske 16. panzerdivision, besluttede at kæmpe sig tilbage til Sangro-floden og den bedre Gustav forsvarslinje, hvor man kunne se over floden fra bjergtopene. De allierede nåede Sangro den 9. november.

## Bøger
- Carver, Field Marshall Lord (2001). The Imperial War Museum Book of the War in Italy 1943-1945. London: Sidgwick & Jackson. ISBN 0 330 48230 0.
- Fifth Army Historical Section (1989) [1944]. From the Volturno to the Winter Line 6 October-15 November 1943. CMH Online bookshelves: American Forces in Action series. Washington: US Army Center of Military History. CMH Pub 100-8.
- Smith, Col. Kenneth V. (1990). Naples-Foggia 9 September 1943-21 January 1944. CMH Online bookshelves: World War II Campaigns. Washington: US Army Center of Military History. CMH Pub 72-17.